# Сейнт Мерис Стейдиъм
Сейнт Мерис Стейдиъм е футболен стадион в английския град Саутхамптън. Това е официалният стадион на ФК Саутхамптън. Има категория 4 звезди на УЕФА. С капацитет от 32 689, това е най-големият стадион в Южна Англия, извън Лондон.

## История
От 1980-те, когато Саутхамптън редовно се състезават за челните места в Английската лига, се е говорило за преместването на клуба на нов стадион, който да замести Дел.
След Докладът на Тейлър на 29 януари 1990, изискващ всички стадиони от Първа и Втора дивизия да бъдат изцяло със седалки, директорите на Саутхамптън първоначално решават да надградят Дел. Спекулациите обаче около преместването продължили, особено когато Дел, изцяло покрит със седалки, разполагал с капацитет от едва 15 000 седящи места.
Строителството на новия стадион започва през декември 1999 и завършва през юли 2001. Сумата за работите по стадиона и за подобрения по местната инфраструктура възлиза на 32 милиона паунда.
Първият мач изигран на Сейнт Мерис е срещу Еспаньол, като испанците печелят с 4-3.